# Mondo Gol
Mondo Gol è stato un programma televisivo italiano, in onda dal 2003 al 2013 e dal 2022 al 2024 su Sky Sport.

## La trasmissione
Condotto da Fabio Caressa e Stefano De Grandis, il programma debuttò sul canale Sky Sport 1 l'8 settembre 2003. Trasmesso ogni lunedì dalle 19:30, durava circa 80' con le immagini e i resoconti dei principali campionati esteri (oltre alla Serie A italiana). La rubrica si avvaleva anche di corrispondenti dai paesi stranieri. L'orientamento verso i campionati europei era dovuto soprattutto al bacino d'utenza di Sky Sport, che trasmetteva le gare più importanti dei vari tornei.
Dal punto di vista giornalistico, la trasmissione si caratterizzava per lo spirito ironico e sarcastico volutamente impiegato dai presentatori. In tal senso, venivano proposti sketch comici con Thomas Helveg (ex difensore di Milan e Inter) e una rubrica dedicata agli errori commessi sui campi da allenatori e calciatori.
Nel 2010, i conduttori furono sostituiti da Marco Cattaneo e Riccardo Trevisani.

## Altre iniziative
- Nell'aprile 2007 il programma sponsorizzò la Press League, un torneo di calcio a 5 riservato ai giornalisti e finanziato dalla compagnia aerea SkyEurope.[8];
- A gennaio 2008, Mondo Gol si classificò secondo agli Sky TV Awards preceduto da Stasera in TV di Rosario Fiorello e Marco Baldini[9];
- Nell'estate 2014, fu creato un sito con lo stesso nome tramite il quale era possibile giocare un fantacalcio on-line ispirato ai Mondiali in Brasile.[10]